# 릴 공방전 (1940년)
릴 공방전(영어: Siege of Lille)은 제2차 세계 대전 프랑스 공방전 중 일어난 전투이다. 1940년 5월 28일부터 31일까지 프랑스 릴 근방에서 공방전이 발발했다. 프랑스군은 4만 명으로 기갑 사단 3개를 포함한 7개 사단의 독일군을 지연시킬려 했고, 독일군은 연합군을 됭케르크 전투에서 섬멸전으로 몰고 가자 했다.
지속적인 프랑스군의 저항으로 연합군은 됭케르크 근처에서 방어선을 형성하는 데 성공했다. 전투 동안 프랑스군의 반격으로 독일 장군 퀴네의 253 보병사단을 항복시켰다.